# Jedi
De Jedi zijn een mix van magische ridders en krijgers, religieuze leiders, monniken en filosofen in de mediafranchise Star Wars. Zij vormen samen de Jedi-orde, een fictieve ridderorde.  Ze zijn de bewakers van vrede en gerechtigheid in de Galactische Republiek met een reputatie voor wijsheid. Ze dienen deze Republiek en de Galactische Senaat.

## Achtergrond
De Jedi-orde is in de Star Wars verhalen al duizenden jaren oud. Hun oorsprong ligt in het jaar 20.000 BBY. De Jedi zijn vermoedelijk gelijktijdig opgericht met de Galactische Republiek. Jedi werden al op zeer jonge leeftijd gerekruteerd, waarna ze hun hele leven aan de orde zouden wijden.
De originele Jedi-orde, die bestond tot aan “Revenge of the Sith”, staat bekend als de oude Jedi-orde. In die tijd dienden de Jedi als ordehandhavers in dienst van de Senaat.  
De Jedi opereren vanuit de Jeditempel op de stadsplaneet Coruscant. De leden binnen de Orde hebben een rangverdeling die bestaat uit de Jedi die in groepen trainen onder een Meester, dit zijn de kinderen, de Jedi-Padawans, dit zijn Jedi-leerlingen, waarbij er een leerling een Meester heeft, Jedi-Ridders, dit zijn Jedi die hun opleiding onder een Meester hebben voltooid door middel van een proef of test en daardoor geen Meester meer nodig hebben en de Jedimeesters, zij hebben succesvol een Jedi opgeleid gedurende hun tijd als Jedi Ridder en kunnen ook een plaats verdienen in de Jediraad.
De Sith waren de grootste vijanden van de Jedi-orde. De oude Jedi-orde werd vrijwel geheel uitgeroeid door de Sith. Qui-Gon Jinn werd gedood door de Sith-Lord Darth Maul en Obi-Wan Kenobi doodde Maul daarna tijdens de Slag om Naboo. Darth Tyranus volgde Maul op en zette de Kloonoorlogen in gang met zijn Meester Darth Sidious om de Jedi-orde te verzwakken en Sidious kon zo meer macht grijpen. Dit alles resulteerde in Bevel 66, waarin de eigen Clone Troopers de Jedi executeerden. De Sith hadden hun wraak hiermee genomen en de Jedi-orde uitgeroeid.
Na de val van het Galactische Keizerrijk begon Luke Skywalker met het heropbouwen van de Orde. Zijn Jedi-orde verschilde wel wat van de oude, vooral daar Luke nauwelijks nog informatie kon vinden over de oude Orde (Darth Sidious had dit allemaal laten vernietigen). Zo brak Luke met de traditie om alleen zeer jonge kinderen te rekruteren als nieuwe leden, en om elke meester maar een leerling te laten hebben. Ook stond hij toe dat Jedi persoonlijke bezittingen hadden, iets wat in de oude Orde taboe was.
Slechts een paar keer is het voorgekomen dat een Jedi uit zichzelf de orde verliet, waaronder 20 Jedimeesters. Deze 20 staan bekend als de "Lost Twenty". Graaf Dooku is een van hen.

## Wapens

### Lichtzwaard
Jedi dragen als wapen een zogenaamd "lichtzwaard". Het zelf vervaardigen van een lichtzwaard door een Jedi-leerling (een "apprentice") geldt als indicatie dat de opleiding vrijwel afgerond is. Daarmee is het lichtzwaard veel meer dan alleen maar een technisch hulpmiddel.
Het lichtzwaard van een Jedi is in principe uniek en strikt persoonlijk, en wellicht het enige eigendom van een Jedi. Het bekendste onderdeel van een lichtzwaard is een kristal, dat de energie afkomstig uit in het gevest aangebrachte krachtbronnen bundelt tot een lichtgevend 1 tot 1.50 meter lang lemmet. In tegenstelling tot wat vaak wordt gedacht is het lemmet geen laser. Diverse eigenschappen van het lichtzwaard spreken dat tegen; zo gaan lichtzwaarden niet door elkaar heen wanneer zij elkaar kruisen. Met licht, ongeacht de intensiteit ervan, is dat niet te bereiken. Bovendien heeft het lemmet een duidelijk begrensde lengte, wat met een lichtstraal ook niet te bereiken is.

### De Kracht
De Jedi zijn getraind in het gebruik van de Kracht, een mysterieuze energie die alles in het universum met elkaar verbindt. De Jedi gebruiken deze kracht ter verdediging en als hulpmiddel in gevechten. De Kracht is een Jedi's belangrijkste bondgenoot.

## Kleding
Jedi dragen sobere kledij, bestaande uit een typische bruine pij met capuchon, en als onderkleding een meestal elastisch zittend sober kostuum. Jedi kleden zich zo om er blijk van te geven dat zij begaan zijn met de armen.

## Opleiding
De training om Jedi te worden kan volgens de Jedi-Meesters niet vroeg genoeg beginnen, dit om emotionele afhankelijkheid te voorkomen. De jongste leerlingen worden in een groep getraind door een van de meesters (Een voorbeeld is Meester Yoda in Episode II). Deze instructieperiode gaat door tot de leerling een jaar of 10 is. Na de eerste jaren van instructie krijgt de leerling een persoonlijke meester, en dit wordt voor de komende periode in de Jeditraining naast de Jedi-Raad de belangrijkste persoon in het leven van de leerling. Tijdens deze training heeft de leerling de titel van Padawan.
Aan het eind van deze jaren lange training, meestal als de leerling zo rond de 21 is, wordt hij of zij door de Jedi-Raad getest. Als de leerling deze testen doorstaat, krijgt die de titel Jedi-Ridder (Jedi Knight). De Jedi is vanaf dat moment niet meer afhankelijk van een Meester.
Een Jedi-Ridder is met goedkeuring van de Jedi-Raad zelf ook in staat een leerling te trainen (zoals Obi-Wan Kenobi in Episode II).
Zodra een Jediridder goedkeuring heeft van de raad om een leerling aan te nemen, moet hij zijn leerling opleiden tot een Jedi-Ridder en dan krijgt hij de titel Jedi-Meester (Jedi Master). Met de titel Jedi-Meester kan deze ooit de kans krijgen lid te worden van de Jedi-Raad.
Hoewel de Jedi zich verspreiden over het hele universum, wordt de training van leerlingen geoefend in de reusachtige Jedi Tempel, die zich bevindt op de centrale planeet in het universum, de stad-planeet Coruscant.
Tegenover de Jedi staan de Sith, de grootste vijanden van de Jedi. Ooit waren ook zij Jedi, maar omdat deze Jedi verboden dingen deden, zoals de Duistere Kant bestuderen, werden zij verbannen door de Jedi-orde. De titel Sith staat voor een soort elite groep aanhangers van de Donkere Kant (Dark Side) die hun eigen codes en hun eigen rituelen hebben. Een Jedi die naar de Duistere Kant overstapt is niet meteen een Sith Lord. Om Sith-leerling te worden moet men zichzelf volledig toewijden aan de rituelen en code van de Sith. In de tijd van Darth Sidious mag een Sith-Meester ook maar een leerling trainen. Het is de Rule of Two die door de Sith-Lord Darth Bane is ingesteld.
De Jedi hebben een code die ze als Jedi moeten volgen namelijk:
Er is geen emotie; er is vrede.
Er is geen onwetendheid; er is kennis.
Er is geen passie; er is sereniteit.
Er is geen dood; er is de Kracht.

## Rangen
De Jedi kennen de volgende rangen:
- Jedi Student / Jeugdling / Initiate: een onofficiële titel voor Jedi in opleiding. Jonge Jedi krijgen gezamenlijke training in de basistechnieken van de Jedi tot ongeveer hun 10e levensjaar. Als ze daarna niet worden uitgekozen door een Jedimeester als hun Padawan, worden ze verder opgeleid voor een andere taak binnen het Jedicorps.
- Padawan: een naam gegeven aan een Jedi in opleiding die persoonlijk getraind wordt door een Jedimeester. Niet alle jonge Jedi worden door een Jedimeester uitgekozen om hun leerling te worden. Elke Jedi mag slechts 1 Padawan tegelijk trainen.
- Jediridder: een afgestudeerde Jedi. Dit is de meest voorkomende rang onder de Jedi. Om van Padawan te promoveren naar Jediridder moet een Padawan een speciale test (Jedi Trial) afleggen, of iets uitzonderlijks doen (zo werd Obi-Wan Kenobi een Jediridder nadat hij de Sith-Lord Darth Maul had verslagen).
- Jedimeester: Een Jedi-Ridder wordt een Jedimeester na minimaal een Padawan succesvol te hebben opgeleid. Jedimeesters zijn sterkere en meer ervaren Jedi dan Jediridders.
- Jediraadslid: de Jediraad wordt gevormd door enkele van de meest wijze en ervaren Jedi-Meesters, en soms een paar Jediridders.
- Jedi Grootmeester / Supreme Master / High Master: alleen de allersterkste en de meest wijze Jedi krijgen deze titel. Luke Skywalker kreeg deze titel na het vormen van de nieuwe Jedi-orde daar hij de laatste Jedi was die was getraind door Yoda en Obi-Wan Kenobi. Yoda was de meest bekende Grootmeester.

## Jediraad
De belangrijkste Jedimeesters van de Jedi-orde zaten in de Jediraad. De Raad telde 12 leden en de meest gerespecteerde leden in de tijd van de laatste jaren van de Jedi-orde waren Yoda en Mace Windu. De Jediraad had het hoogste gezag en zetelde dan ook in de hoogste van de vijf torens van de Jeditempel. Er werden daar belangrijke beslissingen genomen, ook met betrekking tot Anakin Skywalker, waarvan ze dachten dat hij de Uitverkorene uit een oude profetie was, die de Sith zou verslaan en de Kracht in balans zou brengen.

## Ambassadeurs
De Jedi-orde diende de Galactische Republiek en haar Galactische Senaat. Zij bewaarden de vrede en gerechtigheid in het melkwegstelsel. De Jedi deden hun werk als ambassadeurs om conflicten of oorlogen te voorkomen. Bijvoorbeeld kanselier Finis Valorum zond Jedi-Meester Qui-Gon Jinn en zijn leerling Obi-Wan Kenobi naar Naboo om daar een ruzie over belastingheffingen op te lossen. Dit resulteerde in een oorlog tussen Naboo en de Handelsfederatie (Trade Federation). De oorlog werd echter met hulp van de Jedi opgelost.

## Consular en Guardian
De Jedi konden naargelang van hun bezigheden en ideeën opgedeeld worden in twee groepen, de Guardians en de Consulars.
- Jedi Consular: Een Consular was een Jedi die zich richtte op diplomatiek. Ze leerden om de Force te combineren met diplomatiek, redenatie en filosofie.
- Jedi Guardian: Een Guardian was een Jedi die zich richtte op het gevecht. Hij of zij hield zich bezig met training in de gevechtskunsten en strijdtechnieken in het algemeen, zonder echter de focus op diplomatiek en filosofie kwijt te raken.
- Jedi Sentinel: In vroegere tijden bestond ook nog de Sentinel, die de eigenschappen van zowel Consulars als Guardians balanceerde. Ook hadden zij een uitzonderlijk talent voor zichzelf te laten verdwijnen in de massa en hadden zij vaak speciale talenten zoals het beheersen van vaardigheden zoals: Het openen van gesloten deuren, een sterke connectie met computersystemen en bijvoorbeeld de kracht om gewonden te genezen.

## Bekende Jedi
De bekendste Jedi uit het Star Wars universum zijn:
- Luke Skywalker, (Mark Hamill)
- Yoda, (Frank Oz), Groot-Meester van de Jedi Orde
- Obi-Wan Kenobi, (In Episodes I - III Ewan McGregor, Episodes IV - VI Alec Guinness)
- Anakin Skywalker, (In Episode I Jake Lloyd, Episodes II - III Hayden Christensen, later bekend als Darth Vader. In Episode VI Sabastian Shaw)
- Mace Windu, (Samuel L. Jackson)
- Rey (Daisy Ridley)
- Qui-Gon Jinn (Liam Neeson)
- Shaak Ti
- Yaddle"The one below"
- Plo Koon
- Ki-Adi-Mundi, Silas Carson
- Aayla Secura, Amy Ellen
- Saesee Tiin
- Kit Fisto
- Luminara Unduli
- Barriss Offee
- Agen Kolar
- Stass Allie
- Even Piell
- Adi Gallia
- Oppo Rancisis
- Depa Billaba
- Yarael Poof
- Eeth Koth
- Coleman Kcaj
- Coleman Trebor
- Jocasta Nu
- Cin Drallig
- Whie
- Nahdar Vebb
- Pablo-Jill
- Roron Corobb
- Ahsoka Tano Anakin Skywalkers eerste (en waarschijnlijk laatste) padawan

## Belangrijke begrippen
- Jedi-Archieven/Jedi-Bibliotheek (allerlei data en holocronnen zijn hierin opgeslagen).
- Jedi-Raad (12-koppige raad met Jedi-Meesters).
- Jedi-Tempel (thuis van de Jedi op Coruscant).
- Jedi-Gewaad (verschillende bruine, monnikachtige gewaden).

## Jedi in volkstellingen
Hoewel Jedi fictieve personen zijn, zijn er ook mensen in de echte wereld die zichzelf "Jedi" noemen. Bij de volkstellingen in een aantal Angelsaksische landen werd door een aanzienlijk aantal inwoners Jedi als religie ingevuld. In 2001 verklaarden meer dan 70.000 mensen in Australië zich Jedi, terwijl 53.000 zich als Jedi meldden in Nieuw-Zeeland en 20.000 in Canada. Nieuw-Zeeland heeft het hoogste percentage "Jedi" in zijn bevolking: 1,3%.
In Engeland en Wales beweerden 394.000 mensen (0,7%) dat zij Jedi zijn. Hiermee werden Sikhs, Joden en Boeddhisten voorbijgestreefd en werd "Jedi" hiermee de vierde religie in het land.